# Hate Breeds Suffering
Hate Breeds Suffering – drugi studyjny album deathcore'owego zespołu Lock Up wydany 19 lutego 2002 roku przez wytwórnię Nuclear Blast. Album został nagrany z nowym wokalistą - Tomasem Lindbergiem.

## Lista utworów
1. „Feeding on the Opiate” – 1:29
2. „Castrate the Wreckage” – 1:34
3. „Violent Reprisal” – 1:02
4. „Detestation” – 1:34
5. „Retrogression” – 1:45
6. „Slaughtereous Ways” – 1:41
7. „Dead Seas Scroll Deception” – 2:28
8. „Hate Breeds Suffering” – 2:14
9. „Catharsis” – 2:32
10. „The Jesus Virus” – 1:33
11. „Broken World” – 0:46
12. „Horns of Venus” – 2:00
13. „High Tide in a Sea of Blood” – 2:02
14. „Cascade Leviathan” – 2:42
15. „Fake Somebody / Real Nobody” – 2:00
16. „The Sixth Extinction” – 2:15

## Twórcy
- Tomas Lindberg – wokal
- Jesse Pintado – gitara elektryczna
- Shane Embury – gitara basowa
- Nicholas Barker – perkusja
- Russ Russell – produkcja
- Mitch Harris – inżynieria dźwięku
- Ben Lappin – mastering
- Daniel Tibbins – projekt okładki
- Duncan Bullimore – grafika